# Ломоносов, Константин Николаевич
Константи́н Никола́евич Ломоно́сов (1838 — после 1917) — земский деятель, член III Государственной думы от Тамбовской губернии.

## Биография
Православный. Из потомственных дворян. Землевладелец Елатомского уезда (305 десятин).
Окончил Воронежский кадетский корпус (1856), до 1861 года служил в Охотском пехотном полку.
Выйдя в отставку в чине прапорщика, поселился в своем имении Елатомского уезда и посвятил себя общественной деятельности. В 1874 году был избран участковым мировым судьей Елатомского округа. Избирался гласным Елатомского уездного и Тамбовского губернского земских собраний, почетным мировым судьей и председателем уездного съезда мировых судей (1880—1883). В 1897 году стал инициатором учреждения семидесяти двух стипендий в средних и высших учебных заведениях для дворянского юношества Тамбовской губернии. Дослужился до чина статского советника. Был членом Союза 17 октября.
В 1907 году был избран членом III Государственной думы от Тамбовской губернии. Входил во фракцию октябристов. Состоял докладчиком редакционной комиссии, а также членом комиссий: по судебным реформам, редакционной и земельной.
Дальнейшая судьба неизвестна. Был вдовцом.